# بنفشه کوهستانی
بنفشه کوهستانی، بنفشه قفقازی (نام علمی: Viola somchetica) نام یک گونه از سرده بنفشه است. جنس یا سردهٔ بنفشه در ایران ۱۴ گونه گیاه علفی یکساله یا چند ساله دارد.